# Rom in Francia
I rom in Francia, generalmente conosciuti nel francese parlato come gitani, tsigan o manouches, sono un gruppo etnico originario dell'India settentrionale. Il numero esatto di romanì in Francia è sconosciuto: le stime variano da 20.000 a 400.000.

## Origine
Il popolo dei Rom proveniva dall'India del Nord, [3] presumibilmente dagli stati dell'India nordoccidentale Rajasthan e Punjab.
L'evidenza linguistica ha indiscutibilmente dimostrato che le radici della lingua romanì si trovano in India: la lingua ha caratteristiche grammaticali delle lingue indiane e condivide con esse gran parte del lessico di base, ad esempio parti del corpo o routine quotidiane.
Più precisamente, il romanì condivide il lessico di base con hindi e punjabi. Condivide molte caratteristiche fonetiche con il Marwari, mentre la sua grammatica è più vicina al bengalese.
I risultati genetici nel 2012 suggeriscono che i rom provengono dall'India nordoccidentale e sono emigrati come gruppo. Secondo uno studio genetico del 2012, gli antenati delle attuali tribù e popolazioni di caste del nord dell'India, tradizionalmente definite collettivamente come asoma, sono le probabili popolazioni antenate dei moderni rom europei.

## Popolazione
In Francia i Popoli romaní sono generalmente suddivisi in tre gruppi:
- "Rom", riferendosi ai romani che provengono da territori dell'Europa orientale
- "Manouches", noti anche come "Sinté" (in Germania e Olanda: Sinti), che spesso hanno legami familiari in Germania e in Italia
- "Gitans", che rintracciano i legami familiari con i rom in Spagna (Kalé)[14]

Il termine "Romanichel" è considerato peggiorativo, e "Bohémien" è obsoleto. La Gendarmeria nazionale usa l'acronimo amministrativo "MENS" ("Minorités Ethniques Non-Sédentarisées"). Questo termine non è considerato neutro o corretto, perché in genere la maggioranza dei romanì francesi ha case come altre minoranze e non "viaggia" più di altri francesi.
Il numero esatto di romanì in Francia non è noto, con stime che variano da 20.000 a 400.000. Il gruppo francese per i diritti dei romanì FNASAT riferisce che almeno 12.000 rom, immigrati dalla Romania e dalla Bulgaria, vivono in campi urbani non ufficiali in tutto il paese. Le autorità francesi tentano spesso di chiudere questi accampamenti. Nel 2009, il governo ha rinviato più di 10.000 rom, cittadini UE, in Romania e Bulgaria.

Nel 2009, il Comitato europeo per i diritti sociali ha riscontrato che la Francia aveva violato la Carta sociale europea (diritto alla casa, diritto alla protezione dalla povertà ed esclusione sociale, diritto della famiglia alla protezione) nei confronti della popolazione rom proveniente da paesi stranieri. 

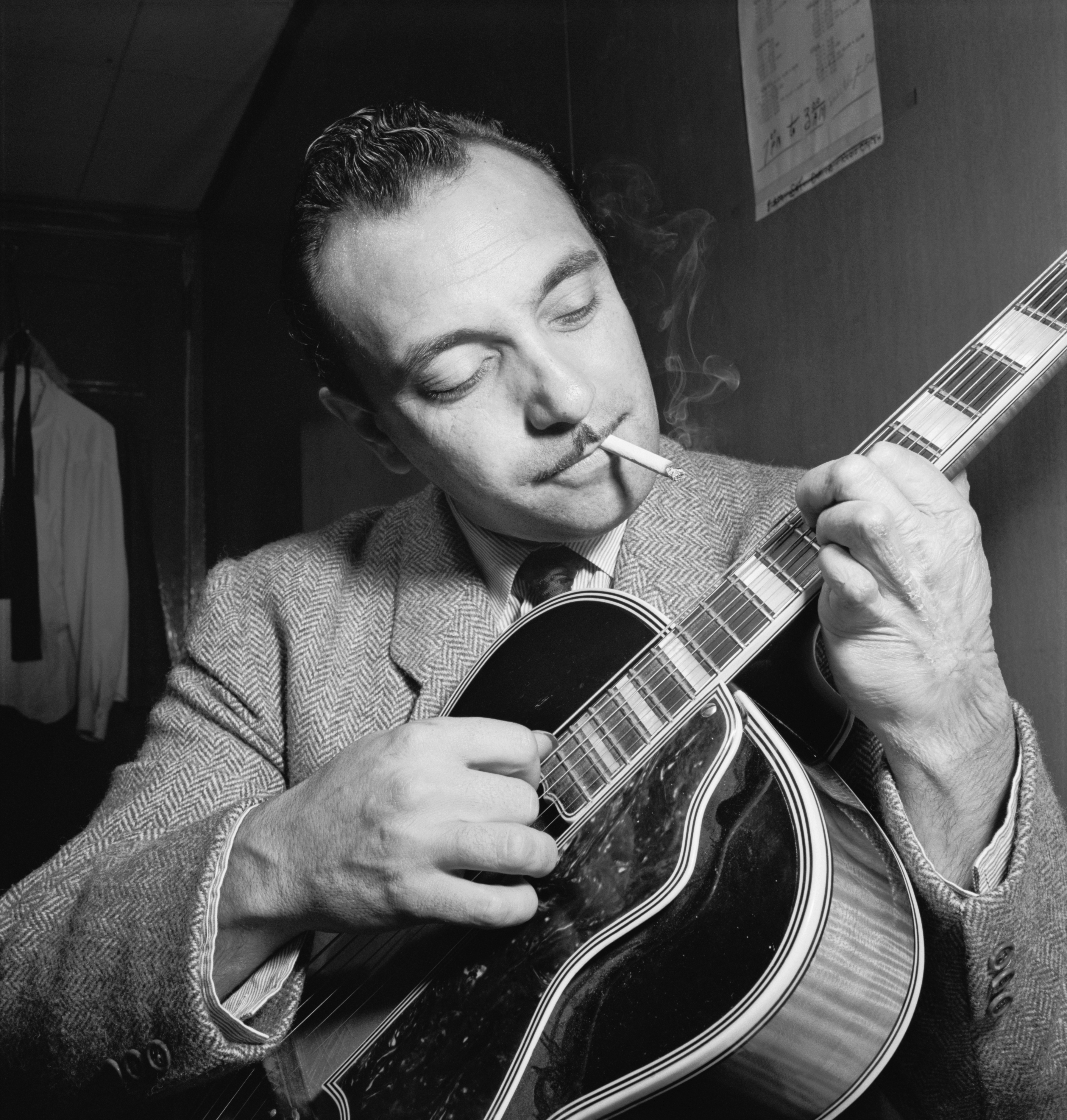
Chitarrista Django Reinhardt .
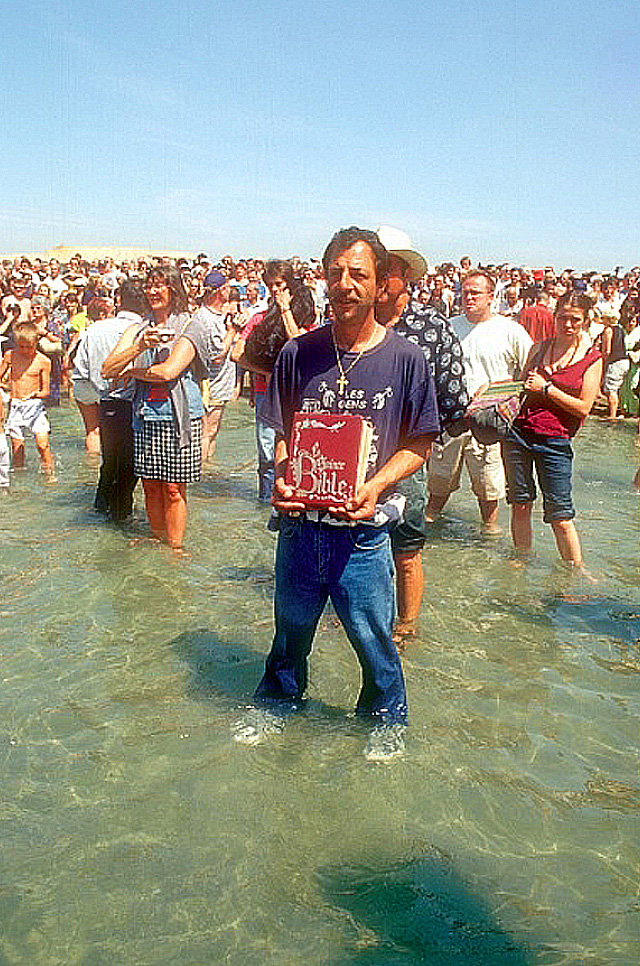
Bagno rituale a Saintes-Maries-de-la-Mer, un santuario associato ai romani.
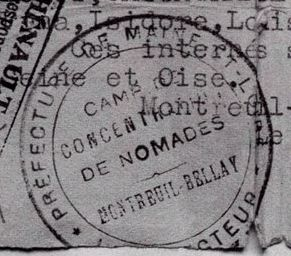
Un sigillo su un documento sul " campo di concentramento nomade" di Montreuil-Bellay (1943).

## Rimpatri
Nel 2010 e nel 2011, il governo francese ha organizzato voli di rimpatrio per rinviare i rom francesi in Romania. Il 12 aprile, un volo charter che trasportava 160 rom lasciò la Francia settentrionale per Timisoara. Come nelle deportazioni del 2010, il governo francese diede a quei rom che lasciavano la Francia € 300 ciascuno, e € 100 per ogni bambino. I rom sul volo del 12 aprile furono costretti a firmare dichiarazioni che non sarebbero mai tornati in Francia.
Il 9 agosto, la città di Marsiglia, nel sud della Francia, ha sgomberato con la forza 100 rom da un campo di fortuna vicino a Porte d'Aix, dando loro 24 ore per partire. Un volo charter che trasportava circa 150 rom verso la Romania lasciò la zona di Lione il 20 settembre. L'obiettivo della Francia per il 2011 era di espellere 30.000 rom in Romania. A partire dal 2012, la Francia ha inviato circa 8.000 rom in Romania e Bulgaria nel 2011, dopo aver smantellato i campi in cui vivevano alla periferia delle città. Le azioni hanno suscitato polemiche e hanno richiesto una maggiore inclusione dei rom. Il governo francese ha spiegato che tali azioni non figuravano come deportazioni ma come espulsioni a tutti gli effetti di persone che vivevano in Francia in maniera irregolare.

## Razzismo
I pregiudizi sui rom sono molto diffuse in Francia, con un sondaggio di Pew Research del 2014 che indica che due terzi dei francesi hanno una visione sfavorevole dei rom. Tale visione non deve essere estesa a tutto il popolo rom, ma purtroppo buona parte di questi non potendo lavorare si invischiano nella criminalità organizzata. Secondo un rapporto pubblicato dalla Lega per i diritti umani della Francia e dal Centro europeo per i diritti dei rom, il 60 percento di tutti i rom che vivono in Francia sono stati espulsi con la forza dalle loro case nel 2016, molti nei freddi mesi invernali.
Voci e false notizie su un furgone bianco utilizzato dai rom nel tentativo di rapire bambini o giovani donne si sono diffuse su Internet in francese in diverse occasioni. Nel marzo 2019 si sono verificati numerosi episodi di violenza contro rom, dopo che le voci sui rapimenti di bambini rom si sono diffuse su Facebook e Snapchat. Due persone in un furgone bianco sono state attaccate da 20 giovani a Colombes il 16 marzo. Il 25 marzo, 50 persone hanno attaccato un campo rom a Bobigny con bastoni e coltelli, bruciando diversi furgoni e un gruppo separato di romani è stato inseguito e attaccato a Clichy-sous-Bois. Purtroppo non tutte le voci sono false. Incidenti simili si sono verificati ad Aubervilliers, Bondy e Noisy-le-Sec.